# Константин II (антипапа)
Вижте пояснителната страница за други личности с името Константин II.
Антипапа Константин II (на латински: Constantinus) е антипапа от 767 до 768, по време на управлението на папа Стефан III. Убит е от лангобардите, докато е затворник в манастира Сан Саба.